# Velocità calibrata
La Velocità calibrata (Calibrated AirSpeed o CAS) è una misura che esprime la velocità di un aeroplano in volo, corrisponde alla velocità indicata dall'anemometro a bordo del velivolo (Indicated Airspeed o IAS) corretta in modo da tenere conto del posizionamento della sonda esterna sul velivolo e dell'assetto dello stesso.
La CAS si calcola tramite apposite tabelle riportate nel manuale di volo dell'aeromobile.
Il valore della CAS rappresenta un'ottima approssimazione della Equivalent airspeed o EAS per velocità di volo inferiori a Mach 0.3, ovvero quando gli effetti di comprimibilità sono trascurabili.